# Pavillon de la Turquie (1900)
 (avril 2025).
Le pavillon de la Turquie est un bâtiment éphémère de la fin du XIXe siècle construit dans le cadre de l'Exposition universelle de 1900 qui s'est tenue à Paris, en France.

## Situation et accès
L'édifice était situé dans la rue des Nations — une voie formée par les pavillons des nations étrangères — sur la rive gauche de la Seine, entre les ponts des Invalides et de l'Alma, tous deux alors doublés de passerelles. Plus largement, il se trouvait dans le 7e arrondissement de Paris, dans l'ancien département de la Seine.

## Histoire
La cérémonie d'inauguration du pavillon a lieu le 15 mai 1900 et coïncide avec celle du pavillon de l'Allemagne.